# 黒い罠

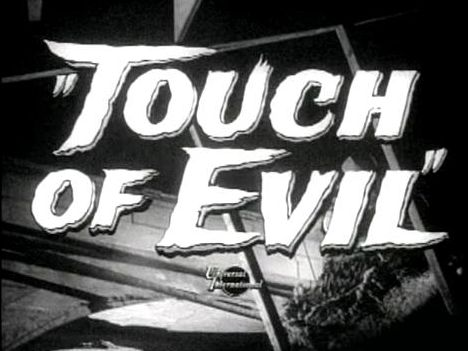
予告編からタイトル

『黒い罠』（くろいわな、原題: Touch of Evil）は、1958年製作のアメリカ映画。オーソン・ウェルズ監督によるフィルム・ノワール。アメリカとメキシコの国境地帯を舞台に、メキシコ人麻薬捜査官が悪徳警官の不正捜査を追及する。
公開当時は興行的にも批評的にも失敗したが、現在ではカルト映画としての地位を確立している。特に映画冒頭の長回しはよく知られている。1998年にウェルズが残したメモに基づいて再編集を施したディレクターズ・カットが公開された。

## 概要

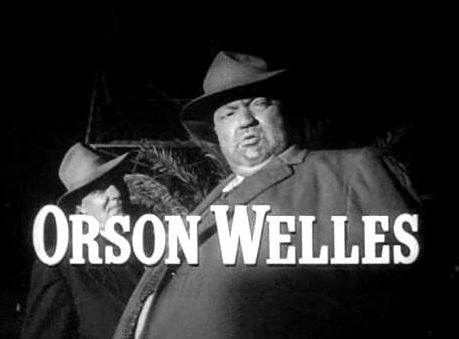
ハンク・クインランを演じるオーソン・ウェルズ

### 映画製作
1956年に出版されたホイット・マスタースン（マスターソン）の探偵小説『黒い罠』（邦訳：早川書房、原題：Badge of Evil＝悪の記章、の意味）が原作である。映画の監督と脚本をオーソン・ウェルズが担当しているが、当初ウェルズは俳優としてのみ起用され、監督は別人に依頼される予定だった。小説の映画化を決定したユニヴァーサル・ピクチャーズがチャールトン・ヘストンと出演交渉を行った時、ヘストンがスタジオの役員にウェルズを監督として起用してはどうかと勧めたため、彼が映画の監督も担当することになった。監督を任されたウェルズは、同時に脚本の執筆に着手した。原作ではメキシコ人の妻を持つアメリカ人地方検事補佐が主人公だったが、夫婦の国籍を逆にしたのはウェルズのアイデアである。その他に物語の舞台をカリフォルニア州からアメリカとメキシコの国境地帯にするなど、ウェルズは映画化に当たって様々な設定の変更を行った。
映画は主にロサンゼルスのヴェニス地区で撮影された。現在では西海岸有数のリゾート地として知られる当地だが、『黒い罠』が製作された頃は不況の煽りを受けて完全に荒廃しており、物語の舞台である国境の町を思わせる様相を呈していた。当時のハリウッドでは、芸術家肌のウェルズは映画製作にやたらと金と時間を掛ける扱いにくい監督だと認識されていた。そのためハリウッドで孤立していると感じていたウェルズは、その風評を払拭するために映画会社が設定した予算と期間内で映画を撮影することに尽力した。映画は約90万ドルの制作費を掛け、39日で撮影を完了した。若干予算と期間をオーバーしたものの、これはほぼスタジオの構想に近いものだった。

### 撮影後のトラブル
映画の撮影と編集を一通り完了したウェルズは、そのフィルムをユニヴァーサル・ピクチャーズに託し次の映画製作の資金集めのためにメキシコに旅立った。しかしスタジオの役員たちは物語のプロットが難解すぎるとしてそのままでの公開に難色を示し、ウェルズに無断で映画の脚本変更と追加撮影、そして再編集を行った。このとき製作された109分のバージョンは、後に「試写会版」と呼ばれるものである。メキシコから帰ってきたウェルズはスタジオの独断専行に激怒し、彼らに自分の意見を述べた58ページにもおよぶメモを提出した。しかしスタジオは結局ウェルズの嘆願を殆ど無視、それどころかロサンゼルスで行われた先行上映会での不評（映画を俗悪だと感じた女性客が、映画会社の取締役をハンドバッグで殴りつけたという）を受けて更に映画を96分まで短縮した。これが最終的に一般公開されたバージョン、つまり「劇場公開版」である。
この劇場公開版は1958年5月21日に二本立て興行の添え物として公開されたが、映画会社の目論見とは裏腹に興行的には惨敗を喫した。作品に対するアメリカ国内の批評家たちからの評価も芳しくないものだった。ただし同年のブリュッセル万国博覧会で上映されたときは審査員のジャン＝リュック・ゴダールやフランソワ・トリュフォーたちから絶賛され、万博の最高賞を与えられたという。1960年代に入り若い世代の映画製作者たちを中心に再評価の機運が高まり、現在ではカルト映画として認識されている。
自分の作品に勝手に手を加えられたウェルズはハリウッドのスタジオ・システムに失望、また興行的に失敗した彼を援助しようとする映画会社も現れなかった。結果的にウェルズにとって本作品がアメリカにおける最後の監督作品となった。これ以降ウェルズはヨーロッパに拠点を移し、そちらを中心に活躍することになる。

### ディレクターズ・カット
1992年に映画評論家のロバート・ローゼンバウムが、ウェルズのメモの断片をフィルム・クォータリー誌で公開した。それに触発されたフィルム修復の第一人者リック・シュミドリンは、『黒い罠』の権利を保有しているユニヴァーサル・ピクチャーズと交渉し映画の修復を行う許可を得た。シュミドリンはウォルター・マーチを編集に迎え、現存する試写会版と劇場公開版を用いて映画の再編集を行った。ウェルズ本人は1985年に既に他界していたので厳密に言うとディレクターズ・カットではないが、彼の残したメモに忠実に再構成された上映時間111分の「修復版」は好評を博し、作品の評価を不動のものにした。
修復版は1998年9月11日に北米で公開され、アメリカ国内で約220万ドルの興行収入を挙げた。プロデューサーのシュミドリンは『黒い罠』の修復作業を評価されて、同年度のニューヨーク映画批評家協会賞の特別賞を受賞し、マーチを含むスタッフも全米映画批評家協会賞やロサンゼルス映画批評家協会賞から特別表彰を受けた。2008年10月には修復版のみならず、試写会版や劇場公開版も含めた50周年記念DVDがユニヴァーサル・スタジオから発売された。このDVDにはウェルズがユニヴァーサル・スタジオに提出したメモを模した小冊子が特典として付属しているが、これまでスタジオに秘匿されていたメモの完全な内容が一般に公開されたのはこれが初めてのことである。

## ストーリー

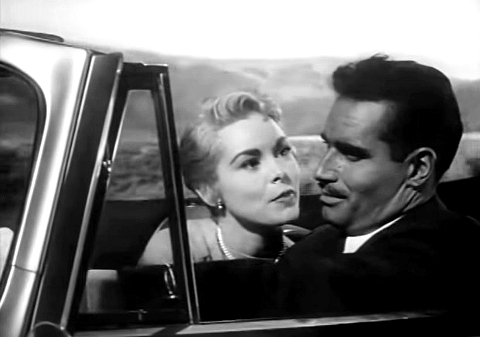
妻と新婚旅行を楽しむヴァルガス

アメリカとメキシコの国境地帯にある田舎町のロス・ロブレス。新婚旅行の途中にそこを訪れたメキシコ人麻薬捜査官のラモン・ミゲル・ヴァルガスと彼の新妻スーザンは、地元の有力者リネカー氏の運転する車が突如として爆発したのを目撃する。事件が国際問題に発展するのを憂慮したヴァルガスは、スーザンをホテルに帰し現場の調査を開始する。アメリカ側の捜査責任者として現場に現れたのは、ハンク・クインランと名乗る跛足で肥満した異形の老刑事だった。クインランは担当した事件の犯人を必ず捕まえることで有名であり、警察関係者から凄腕の警部として崇拝されていた。爆弾が起動したのはアメリカ領だが、車に爆弾が仕掛けられたのはメキシコ領だったとして捜査へ参加する意向を述べるヴァルガス。そんな彼に対してクインランは敵意を隠さない。
一方その頃、ホテルに帰る途中にスーザンはヴァルガスについて話があると言われ、メキシコ人の若者に別のホテルに案内される。そこで彼女を待っていたのは、ヴァルガスたちが捜査中のグランディ一家の幹部ジョー・グランディだった。ジョーはスーザンに対して、拘留中の彼の兄弟を釈放するように脅迫するが、彼女は取り合わない。その夜もヴァルガスとスーザンは、グランディ一家からホテルの部屋を監視されるなど様々な嫌がらせを受ける。それに耐えかねたスーザンは宿泊中のホテルを引き払い、国境を越えてアメリカ側のモーテルにチェックインすることにする。
モーテルに向かうヴァルガスとスーザンは、その途中クインランの相棒であるピート・メンジースたちと遭遇する。すぐにクインランと会ってくれと頼まれたヴァルガスは、とりあえず妻をメンジースに託し事件の関係者に対する尋問に向かう。捜査官としての「直感」に従い被害者の娘マーシャと彼女の恋人サンチェスを疑うクインランは、アパートの洗面所で発見されたダイナマイトを決定的な証拠としてサンチェスを締め上げる。しかしヴァルガスは直前に洗面所を確認しており、それは本来なら存在するはずの無い証拠だった。ヴァルガスはクインランが証拠捏造で容疑者を陥れたと非難、二人は激しく口論を交わす。クインランは同じくヴァルガスの存在を疎ましく思うジョーから共闘を持ちかけられる。一方、ヴァルガスは地方検事補佐のアル・シュワルツと話し合い、クインランの不正疑惑を地方検事に訴える。
自身の立場が危うくなりつつあるのを感じたクインランは、ついにヴァルガスの抹殺を決心する。クインランの計画とは、麻薬捜査官であるヴァルガスの妻に麻薬常用者の濡れ衣を着せ、彼の名声を失墜させようとするものだった。ジョーから指令を受けたグランディ一家は、モーテルに滞在するスーザンを誘拐する。警察署で過去にクインランが担当した事件を調べ上げ疑惑を確信に変えたヴァルガスは、夜分遅くにモーテルに到着する。しかしスーザンの部屋は荒らされ、彼女は既に連れ去られた後だった。モーテルの夜間勤務者から宿がグランディ一家の所有であることを告げられたヴァルガスは、彼らの溜まり場である街のバーに向かう。
薬物で昏睡させられホテルの一室に連れ込まれたスーザン。そこに現れたクインランは、彼の陰謀を知る唯一の人間であるジョーを絞殺し、その殺人の罪をスーザンに着せようとする。バーでグランディ一家のギャングたちと格闘中のヴァルガスに対し、その場に駆けつけたシュワルツはスーザンが麻薬所持と殺人の容疑で逮捕されたというニュースを告げる。ヴァルガスは留置所で拘留中のスーザンの元に向かうが、そこで彼はクインランの相棒であるメンジースと再会する。ヴァルガスに見せたいものがあるというメンジース。彼が持っていたのは、殺人現場で発見されたクインラン愛用の杖だった。
ヴァルガスとメンジースは真実を知るために、二人で協力してクインランを盗聴することにする。メンジースはクインランを馴染みの酒場から連れ出し、橋の上で疑惑について問い詰める。しかしクインランは鋭い「直感」で自身が盗聴されていることに勘付き、激怒してメンジースを銃撃する。長年連れ添った相棒を殺してしまったという慙愧の念に駆られ、クインランは涙を流す。ヴァルガスとクインランは橋の下で向かい合う。もはや言い逃れは出来ないとクインランに迫るヴァルガスに対し、クインランは彼を殺害してメンジース殺人犯にしたてあげようとする。ヴァルガスに銃口を向けるクインランだが、まだ息のあった瀕死のメンジースによって逆に撃たれてしまう。
留置所から解放されたスーザンを連れて、シュワルツはヴァルガスたちの居る川の畔に到着する。ヴァルガスはスーザンを抱きしめ、家に帰ろうと告げた。ヴァルガスが録音したテープはクインランを告発するのに十分なものだった。汚水に沈んでいくクインランの亡骸を見つめる、彼の馴染みの酒場女ターニャ。シュワルツは彼女に、爆弾事件の容疑者であるサンチェスが罪を認めたと語る。結局クインランの「直感」は正しかったのだ。「アディオス」とシュワルツに別れを告げて、ターニャは闇の中に消えていった。

## キャスト
| 役名                       | 俳優                         | 日本語吹替                                                       |
| 役名                       | 俳優                         | NETテレビ版                                                      |
| -------------------------- | ---------------------------- | ---------------------------------------------------------------- |
| ラモン・ミゲル・ヴァルガス | チャールトン・ヘストン       | 納谷悟朗                                                         |
| スーザン・ヴァルガス       | ジャネット・リー             | 野口ふみえ                                                       |
| クインラン警部             | オーソン・ウェルズ           | 大平透                                                           |
| グランディ                 | エイキム・タミロフ           | 富田耕生                                                         |
| サンチェス                 | ヴィクター・ミラン           | 堀勝之祐                                                         |
| モーテルの夜間勤務者       | デニス・ウィーバー           | 永井一郎                                                         |
| パンチョ                   | バレンティン・デ・ヴァルガス | 内海賢二                                                         |
| アル・シュワルツ           | モート・ミルス               | 緑川稔                                                           |
| ターニャ                   | マレーネ・ディートリヒ       | 寺島信子                                                         |
| ピート                     | ジョゼフ・キャレイア         |                                                                  |
| マーシャー                 | ジョアンナ・ムーア           |                                                                  |
| アーデル地方検事           | レイ・コリンズ               |                                                                  |
| ストリップクラブのオーナー | ザ・ザ・ガボール             |                                                                  |
| 検死官                     | ジョゼフ・コットン           |                                                                  |
| ハワード・フランク         | ウィリアム・タネン           | 宮川洋一                                                         |
| バーにいるストリッパー     | エヴァ・ガボール             |                                                                  |
| バーテンダー               | キーナン・ウィン             |                                                                  |
| 不明 その他                |                              | 塩見竜介 千葉順二 石森達幸 たてかべ和也 北村弘一 城山堅 石井敏郎 |
|                            |                              |                                                                  |
| 演出                       | 演出                         | 山田悦司                                                         |
| 翻訳                       | 翻訳                         | 進藤光太                                                         |
| 効果                       |                              |                                                                  |
| 調整                       |                              |                                                                  |
| 制作                       | 制作                         | グロービジョン                                                   |
| 解説                       |                              |                                                                  |
| 初回放送                   | 初回放送                     | 1970年5月16日 『土曜映画劇場』                                   |

### 備考
晩年の肥満した姿の印象が強いオーソン・ウェルズだが、『黒い罠』撮影時にはそれほど太っていなかった。ウェルズは巨漢の老刑事を演じるために、入念なメイクアップを施した上で体中に詰め物をし、更に出来るだけ体が大きく見えるようなアングルでカメラに映ったという。
以前からウェルズと親交のあった女優のマレーネ・ディートリヒが、酒場の女主人役を演じている。ディートリヒは映画のラストシーンにおける自身の演技を、彼女の女優としてのキャリアの中で最高のものだと考えていたとされる。

## 評価
初公開時にはアメリカ国内の批評家たちから黙殺された『黒い罠』だが、同時代のヌーヴェルヴァーグの監督たちからは彼らの信奉する作家主義の完璧な実践例として絶賛された。作品で用いられた映画技法も当時としては革新的なものであり、それらを含めて現在ではカルト映画としての地位を確立している。特に映画冒頭における、爆弾を仕掛けられた車をカメラが延々と追い続ける3分20秒にも及ぶ長回しは、後続の映画製作者たちに衝撃を与えた。撮影監督のアレン・ダヴィオーは本作品を20回以上見直し、映画の撮影技術を学んだという。イギリスの映画評論家ダミアン・キャノンはその綿密に計算された撮影技法を「空間の振付」と呼んで賞賛した。
『黒い罠』は撮影面だけではなく、音響面でも映画製作に新機軸を齎した。ウォルター・マーチは『カンバセーション…盗聴…』製作の際に、映画終盤の盗聴シーンを参考にしたと告白している。また、既存のヒット曲を映画のBGMに使う手法は、後年『アメリカン・グラフィティ』でジョージ・ルーカスが模倣することになった。
視覚的には非常に優れていると賞賛される『黒い罠』だが、物語自体はとるにたらないものだと評価する者も居る。ウェルズの研究者であるロバート・ガリスは、作品のスリラー的要素はさして面白くなく、薄っぺらで陳腐でさえあると述べた。映画監督のピーター・ボグダノヴィッチは、『黒い罠』を5回か6回は観ているが筋はあまり面白くなかったので殆ど覚えていない、と友人であるオーソン・ウェルズに語った。それを聞いたウェルズは唖然としたとされる。
『黒い罠』は1993年にその芸術的価値を認められ、アメリカ国立フィルム登録簿に登録された。

## トリビア

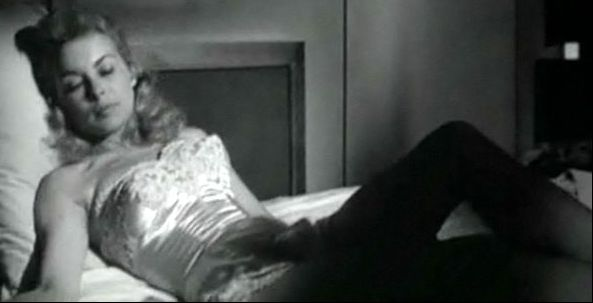
ベッドに横たわるジャネット・リー

- 冒頭の長回しのシーンで何度もミスを繰り返した国境警備員役の俳優に対して、監督のオーソン・ウェルズは最終的に声を出さずにただ唇を動かすように指導した。後に何故その役者をクビにしなかったのかを問われたウェルズは、「もし自分がそうしたら彼は二度と立ち直れなくなってしまっただろう」と答えた[1]。
- 映画でヒロインを演じたジャネット・リーは撮影前に左腕を骨折していた。そのためリーは撮影中もギプスを着用していたが、映画は彼女の固定された左腕を映さないように巧妙に撮影されている。モーテルのベッドで寛ぐシーンなどはやむなく一時的にギプスを外したが、カメラが止まるとリーはすぐにギプスを身に着けた[1]。
- 映画で巨漢の老刑事を演じたオーソン・ウェルズだが、或る日映画撮影が終わった後着替える時間がなく、そのままの格好でパーティー会場に駆けつけることになった。顔に老人用のメイクアップを施し体に詰め物をしたウェルズに対し、パーティーに参加したハリウッド関係者たちは「この前会ったときとちっとも変わってないね」「元気そうで何よりだ」と声を掛けたという[1]。